# マツダ・プロシードマービー
プロシードマービー（Proceed Marvie ）は、マツダが1990年代に製造・販売していたSUVである。

## 歴史
1991年1月
発売。グレードは、MTの「ベースグレード」（ガソリン車）のみ。当時としては珍しく背面タイヤを装着していないSUVであった。
1992年4月
AT車追加。
1992年9月
特別仕様車「カスタムエディション」発売。
1994年2月
特別仕様車「ワイルドブリーズII」発売。
1994年8月
特別仕様車「スペシャルエディション」発売。
1995年2月
特別仕様車「ワイルドブリーズIII」発売。
1996年3月
マイナーチェンジ。フロント回りを一新し新グレード「Sパック」を追加。ターボディーゼル車も選べるようになり、ガソリン車は2,605ccから2,494ccに変更。これは500cc刻みである日本の自動車税制を考慮した結果であり、これにより税金面で有利になった。
1997年
新しく制定されたブランドシンボルのエンブレムが装着される。

## ギャラリー

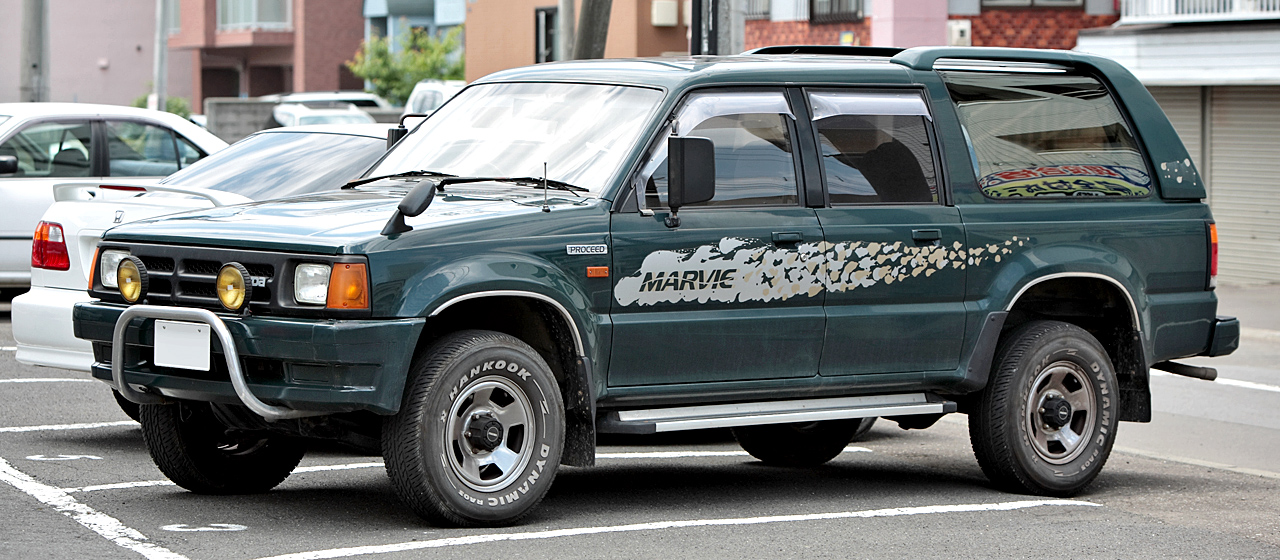
フロント（前期型）
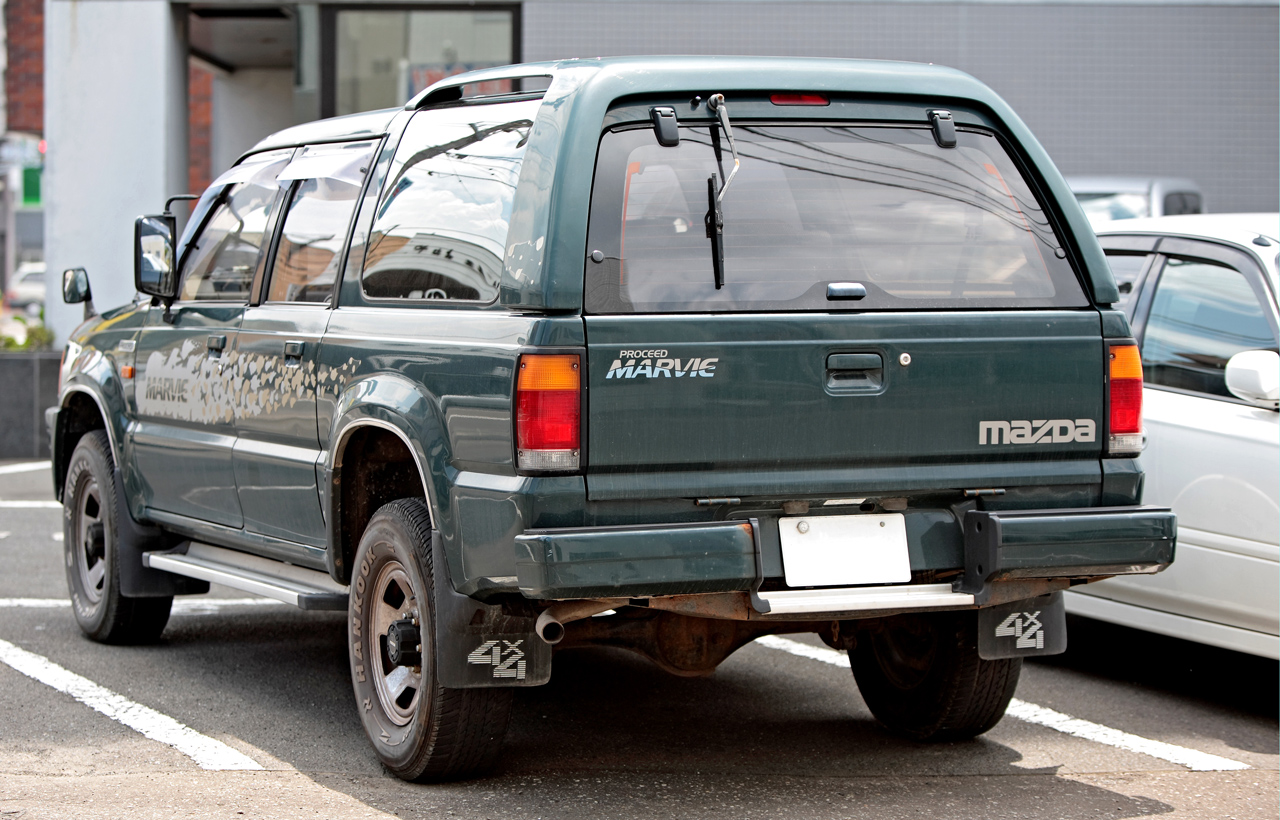
リア（前期型）
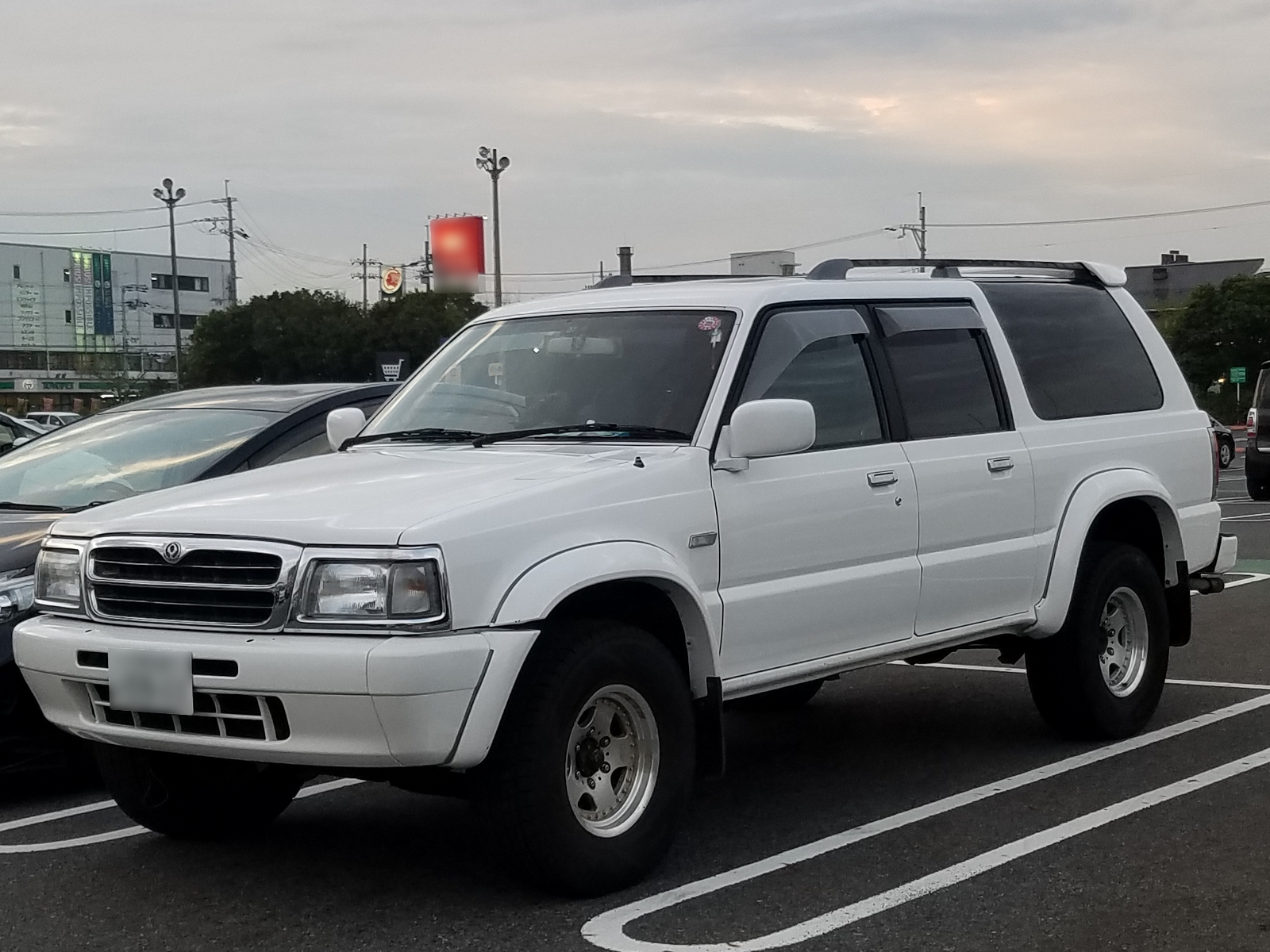
フロント（後期型、ブランドシンボル導入前）

## 販売
販売当初、国産クロカン車の三種の神器とされた「5ドア・ディーゼル・AT」のうち2つ（ディーゼル・AT）を欠いていたことに加え、そもそもの知名度の低さ、また、当時のマツダの販売力の無さも重なり販売は芳しくなかった。
さらに、1995年までの販売体制はプロシードの一部門でしかなく、つまり、2ドアピックアップの「プロシードキャブプラス」と5ドアSUVの「プロシードマービー」が同じカタログに書かれるという現象が起きていた。なおこの現象は1996年のマイナーチェンジ以降解消している。

## 特別仕様車
カスタムエディション
1992年9月発売。フロントフォグランプや15インチのアルミホイールを備えた上級仕様車。AT、MTともに設定。
ワイルドブリーズII
1994年2月発売。テント等の専用装備が与えられる。AT、MTともに設定。
スペシャルエディション
1994年8月発売。アイバワークス製の大型ステンレスグリルガードやロングルーフレール、大型フォグランプ等を装備。AT、MTともに設定。
ワイルドブリーズIII
1995年2月発売。IIよりも装備が充実化。特にインテリアでは専用ファブリックシートや、シースルーヘッドレスト等を装備している。AT、MTともに設定。

## 車名の由来
英語の「Proceed」(前進する)＋造語の「Marvie」(海の生活)から。楽しいアウトドア生活をイメージさせる海国日本に相応しい名前として命名された。「Mar」とは、スペイン語で海・湖を、「Vie」とは、フランス語で生活・人生を意味する。